# إرنست بوش (رسام)
إرنست بوش (و. 1834 – 1917 م) هو رسام ألماني، ولد في كريفلد، توفي في دوسلدورف، عن عمر يناهز 83 عاماً.